# Serge Mimpo
Serge Mimpo (Ndom, 6 de fevereiro de 1974) é um futebolista profissional camaronês que atua como defensor.

## Carreira
Disputou as Olimpíadas de Sydney, tendo conquistado a medalha de ouro com os Leões. Depois do torneio, foi pouco lembrado em outras convocações.